# Кајсхајм
Кајсхајм (њем. Kaisheim) град је у њемачкој савезној држави Баварска. Једно је од 43 општинска средишта округа Донау-Рис. Према процјени из 2010. у граду је живјело 4.280 становника. Посједује регионалну шифру (AGS) 9779169.

## Географски и демографски подаци
Кајсхајм се налази у савезној држави Баварска у округу Донау-Рис. Град се налази на надморској висини од 470 метара. Површина општине износи 41,7 km². У самом граду је, према процјени из 2010. године, живјело 4.280 становника. Просјечна густина становништва износи 103 становника/km².

## Међународна сарадња
| Мјесто | Држава   | Врста сарадње | Од    |
| ------ | -------- | ------------- | ----- |
| Штамс  | Аустрија | партнерство   | 1978. |
| Извор  |          |               |       |